# Обмен израильских заложников на палестинских заключённых (2023)
22 ноября 2023 правительство Израиля одобрило сделку по обмену израильских заложников, захваченных террористами ХАМАСа в ходе внезапного нападения на Израиль, на палестинских заключённых, осуждённых израильским судом за нарушение закона.
Сделка в Израиле получила название «Операция „Небесные двери“» (ивр. דלתות שמיים‎), а подпрограмма реабилитации иностранных граждан получила название «Операция „Дружеская рука“» (ивр. יד אחות‎).
В рамках сделки планировалось, что террористы в течение четырёх дней освободят 50 мирных женщин и детей, а Израиль досрочно выпустит из тюрем 150 палестинских заключённых. Кроме этого из неволи ХАМАСа будут выпущены иностранные граждане. В рамках сделки по обмену Израиль также согласился каждый день пропускать в сектор Газа 300 грузовиков гуманитарной помощи и топливо. На время обмена было решено сделать временное прекращение огня. Потом ХАМАС сможет получать ещё по одному дню прекращения огня за каждые 10 отпущенных заложников.
С 24 ноября из Газы были возвращено 105 заложников, среди которых 81 гражданин Израиля. Израиль был готов продолжать режим прекращения огня в обмен на освобождение остальных заложников, но уже становилось понятно, что сделать это будет крайне сложно или даже невозможно. 30 ноября ХАМАС опять совершил теракт против гражданских жителей Израиля. 1 декабря террористы нарушили прекращение огня и начали снова обстреливать Израиль.
Согласно информации, которой располагает ЦАХАЛ на 4 января, в плену остаются 136 заложников.

## Захват заложников

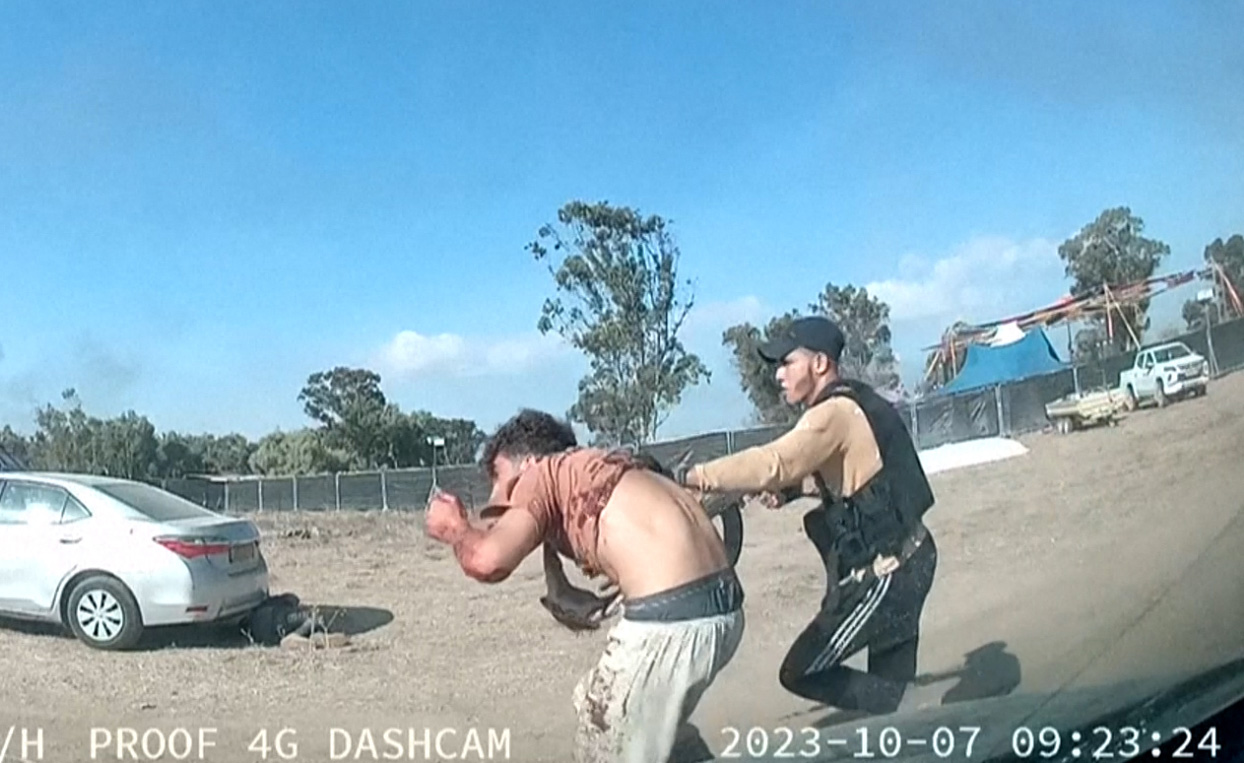
Скриншот с камеры в автомобиле: террорист захватывает одного из участников фестиваля «Нова»

Захват заложников при вторжении ХАМАС в Израиль произошёл в рамках внезапной атаки на Израиль, совершённой террористической организацией ХАМАС утром 7 октября 2023 года, во время Шмини Ацерет. Внезапная атака включала резню во многих поселениях и кибуцах вокруг сектора Газа, а также на музыкальном фестивале Nova возле кибуца Реим. Помимо резни, террористы захватили от 239 до 250 заложников, некоторые из которых были солдатами, а большинство — гражданскими лицами, в том числе с иностранным гражданством из разных стран. Заложники удерживаются в различных местах в секторе Газа.

## Условия содержания заложников
Доктор Маргарита Машави, заведующая специальным отделением больницы «Вольфсон» в Холоне, куда доставляют освобождённых заложников, рассказала со слов пациентов, что над ними не издевались, но им не давали лекарств, а также плохо кормили — рисом, хумусом и овощными консервами. Очень редко заложники могли получить лепёшку с сыром. Яиц, фруктов или свежих овощей никогда не давали, и некоторые похудели на 12 килограммов. В первый день террористы избили захваченных дубинками, и после этого никакой медицинской помощи им оказано не было. Их заточили под землёй, в помещении с единственным выходом, и не давали мыться 50 дней — воду выдавали только для питья. Ночевали на плотно сдвинутых кроватях. Спать не могли, одну таблетку снотворного делили на четырёх человек. Все 50 дней просидели в темноте, а свет террористы включали всего на два часа в сутки.
Один из освобождённых заложников-тайцев рассказал об условиях содержания заложников: 

Помещение, в котором мы постоянно находились, было довольно большим. Я ходил взад и вперед, считая шаги, чтобы скоротать время. Время от времени нас помещали в камеру поменьше, похожую на темницу. Было совсем немного еды, нам выдавали по одной пите в день. Иногда были консервы с тунцом, которые мы делили на четверых. Иногда нам давали кусок сыра. За все время содержания нам один раз разрешили принять душ. Я был рядом с израильтянами, их постоянно охраняли. С евреями, которые были со мной, обращались более жестко, чем с нами. Иногда их избивали обрубками электрического кабеля
30 ноября освобождённый заложник филиппинец Галинор (Джимми) Пачеко рассказал об условиях содержания в плену ХАМАС. По его словам, сначала его поместили в одиночную камеру с туалетом, выдали пакет с гигиеническими принадлежностями, шорты, майку и матрас, но потом, когда его и ещё нескольких узников перевели в другой туннель, ему велели все вещи оставить. На новом месте заложников заставили мыть помещения, в том числе загаженные туалеты. О питании Пачеко рассказывает: 

Иногда мне давали только половину питы в день. Я старался не есть её сразу, а брал по кусочку, когда голод становился совсем невыносимым. Но это не помогало: я страдал от голода… Вода была соленой, и я понимал, что не выживу, если буду пить её, поскольку у меня когда-то были проблемы с почками. Если мне нужно было сходить в туалет, я должен был просить разрешения у террористов. Каждый раз они давали мне туалетную бумагу, но я её экономил, старался не пользоваться и складывал в карман. Мы находились глубоко под землей, и из-за этого стены были влажными. Я прижимал сохраненную бумагу к стене и ждал, пока она станет мокрой. Потом я клал её в рот и жевал, таким образом наполняя желудок и заглушая чувство голода.
Из свидетельств освобожденных заложников стало известно, что некоторые из них удерживались в домах у обычных арабских семей. Так, один из освобожденных рассказал, что провел 50 дней в доме у педагога, преподающего в школе БАПОРа. Этот учитель, отец десяти детей, держал заложника под замком на чердаке и практически не кормил. Ещё одного заложника держали у врача-педиатра, который параллельно продолжал принимать у себя на дому больных детей.
Рамос Алони, отец похищенных и возвращённых сестёр Даниэль Алони и Шарон Алони-Конио, рассказал: 

Семью Шарон разделили. Маленькую Юли через два дня после пленения забрали в другое место и держали отдельно от мамы… Шарон встретилась со второй дочкой лишь после того, как их начали переводить из одного укрытия в другое. Условия содержания были ужасными. Матерям и детям разрешалось говорить только шепотом. Им нельзя было лежать — только сидеть или стоять.
Руководитель медицинского отдела Минздрава Израиля д-р Хагар Мизрахи 5 декабря заявила, что заложникам перед освобождением террористы давали транквилизатор и противоэпилептическое средство клоназепам.
Габриэла Леймберг, находившаяся в плену с дочерью Майей и её маленькой собачкой Беллой (породы ши-тцу), рассказала в интервью журналисту «Едиот ахронот»:

Мы делились с ней своей едой — из тех продуктов, что нам давали. Белла маленькая собачка, она весит всего 4,5 килограмма и ест совсем немного. От утренней яичницы я давала ей половину, в обед давала немного макарон и риса — это то, что мы сами ели. Иногда нам выдавали израильские солдатские пайки с консервированным мясом, а также сухпайки из Египта, это Белле понравилось. Я сохранила консервные банки от нашей еды и сделала из них что-то вроде мисок для Беллы. Одну — для еды, вторую — для воды. Она привыкла к ним. 
Старший врач Детского медицинского центра «Шнайдер» Яэль Мозер Глассберг заявила, что все малолетние заложники потеряли 10-15 % веса. Одна семья рассказала, что им давали чашку чая и печенье в 10 утра, а затем порцию риса в 17:00. Некоторые дети не могли принять душ в течение семи недель, у них появились кожные высыпания и вши. «Я никогда в жизни не видела такого количества вшей, а укусы вшей были по всему телу», — заметила Глассберг. «Я никогда в своей жизни как врач не представляла, что буду проводить лечение детей от вшей… И у нас были раны, которые не дезинфицировали несколько дней, поэтому они были инфицированы».
Агентство «Associated Press» сообщило 6 декабря, что по меньшей мере 10 освобождённых заложников, как мужчины, так и женщины, подверглись сексуальному насилию во время нахождения в неволе.
Один из освобождённых заложников-тайцев, Ануча Ангкеу, рассказал, что боевики избивали пленников ногами и кулаками. Израильтян били электрическими проводами. В последующие дни заложники спали на голом песчаном полу. Шестерым мужчинам дважды в день давали лепешки и две бутылки воды. За время плена Ануча похудел на 16 килограммов. Туалетом была яма в земле. Охранники посоветовали им не разговаривать между собой. Через четыре дня группу заложников отвели в другую комнату попросторнее и выдали простыни. Избиения прекратились. К лепешкам стали давать масло и орехи.
18-летний бедуин Биляль Зиядне, которого ХАМАС отпустил вместе с сестрой Айшей, рассказал, что их, а также их старшего брата и отца, держали вместе в относительно приемлемых условиях, и что большую часть времени они не догадывались, что помимо них есть и другие заложники.
Медицинская сестра детского отделения больницы «Сорока» Нили Маргалит, по свидетельству других освобождённых заложниц (в частности, Йохевед Лифшиц), находясь в неволе, пыталась помочь товарищам по несчастью. Она была заточена в туннеле с группой пожилых заложников, которые страдали от серьёзных заболеваний, но не получали никакого медицинского ухода. Маргалит рассказывает: «Мы находились в туннелях, в тяжёлых и даже невозможных условиях… Под землёй, с небольшим количеством кислорода, спорадическим электричеством, иногда мы целые дни проводили в темноте. Ели только самую простую еду — рис или лаваш один, или два раза в день».
Власти Израиля составили отчёт о состоянии здоровья освобождённых заложников, чтобы передать его президенту Международного комитета Красного Креста Мирьяне Шполярич-Эггер, которая приезжает в страну 14 декабря. В отчете упоминаются сальмонеллёз, паразитарные инвазии (глисты) и микробы из рода Clostridium, кожные заболевания, множество эпизодов психологического насилия. Перечисленные факты свидетельствуют о низком качестве питания и плохих санитарных условиях содержания пленных.
Хен Гольдштейн-Альмог, освобождённая 26 ноября, рассказала, что их с детьми держали вместе и относились к ним «уважительно», без физического насилия. Большую часть времени они провели в комнате частного дома, окна в которой ненадолго открывали лишь рано утром. В последние дни постоянно перевозили в другие дома, туннели, в мечеть и разрушенный супермаркет. Также Хен рассказала, что во время перемещений видела других похищенных, с которыми обращались совсем по-другому, а две женщины рассказали ей, что подверглись сексуальному насилию.
77-летняя Маргалит Мозес из кибуца Нир-Оз, страдающая апноэ, рассказала, что в плену боевик отобрал у неё аппарат, помогающий дышать во сне: «Я сказала ему: „Это мой кислород“. Я говорила с ним на арабском. Он точно понял, что я сказала. Но ему было плевать. Он забрал его и ушёл. Врач, который обследовал меня в плену, рекомендовал мне спать сидя, прислонив голову к стене, чтобы я могла дышать. Но я не могла так заснуть. 49 дней я не спала».
34-летняя Дорон Кац-Ашер, находившаяся в плену с двумя маленькими дочерьми, рассказала, что сначала их держали в частном доме, где её пулевое ранение на спине обработали без анестезии на кушетке прямо при детях. Затем их перевели в больницу в Хан-Юнисе, где находились и другие заложники. Когда младшая дочь заболела, ей давали лекарства, но в недостаточном количестве, и чтобы сбить температуру, девочку пришлось положить в раковину с холодной водой. Девочка кричала, и ей приказывали молчать.

## Акции, направленные на освобождение
8 октября семьи похищенных и пропавших без вести провели пресс-конференцию, на которой потребовали от правительства начать постоянный диалог с семьями и провести операцию по возвращению пропавших домой, назначить лицо, ответственное за постоянную связь с семьями, незамедлительно вовлечь президента Турции Реджепа Эрдогана, наследного принца Саудовской Аравии Мухаммеда бин Салмана и президента Египта Абдула-Фаттаха Халила Ас-Сиси в процесс освобождения заложников. Правительство назначило Галя Хирша ответственным по этому вопросу.
9 октября года была начата акция «Похищены из Израиля».

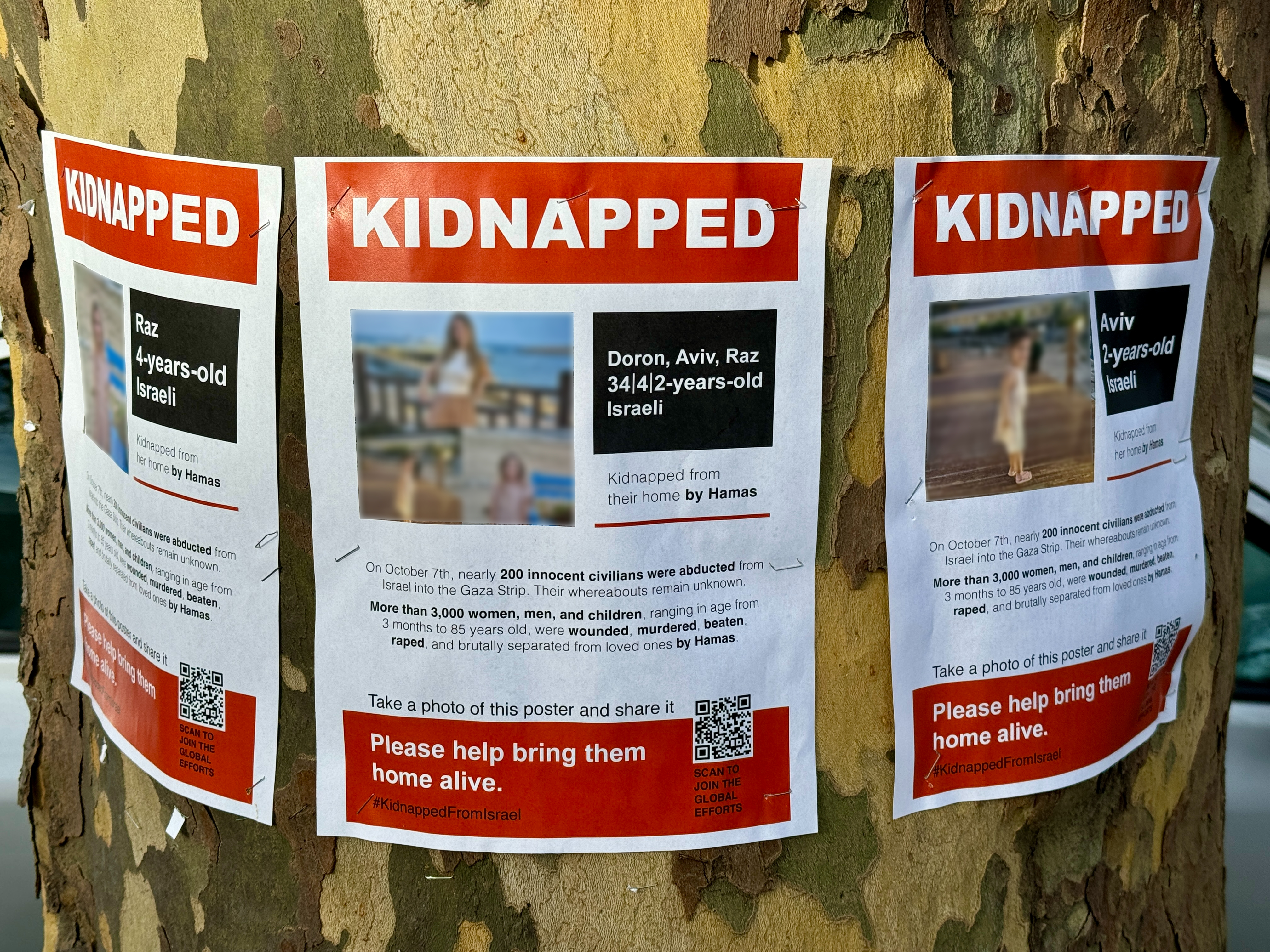
Плакаты «Похищенные из Израиля»

Во многих городах прошли акции в поддержку освобождения заложников.
20 октября ХАМАС освободил двух заложников, имеющих гражданство США, спустя три дня двух израильских женщин-заложниц в возрасте 79 и 85 лет, а 30 октября Армия обороны Израиля смогла освободить захваченную военнослужащую Ори Магадиш, которая находилась в заложниках у ХАМАСа.

## Решение по обмену израильских заложников на палестинских заключённых
22 ноября правительство Израиля одобрило сделку по обмену заложников, захваченных террористами ХАМАСа в ходе внезапного нападения на Израиль, и осуждённых израильским судом, находящихся в тюрьмах палестинских заключённых. В рамках сделки планируется, что террористы в течение четырёх дней освободят 50 мирных женщин и детей, а Израиль досрочно выпустит из тюрем в три раза больше палестинских женщин и несовершеннолетних, осуждённых судом Израиля за противозаконные действия. Также на время обмена заключённых на заложников военные действия по ликвидации террористов будут приостановлены. После временного перемирия «Правительство Израиля, израильская армия и силы безопасности продолжат войну, чтобы вернуть всех похищенных, уничтожить ХАМАС и добиться того, чтобы из Газы больше не исходило никакой угрозы Государству Израиль». В сделке по обмену заложников на заключённых посредником выступил Катар, который уже имел историю взаимоотношений с ХАМАСом. После сделки у ХАМАСа останется ещё около 190 похищенных.
В Израиле подготовили шесть больниц для приёма освобождённых заложников.
В тот же день, 22 ноября, в Верховный суд Израиля общественной организацией жертв террора «Альмагор» (ивр. אלמגור‎) была подана петиция против соглашения об освобождении. В ночь на 23 ноября иск был отклонён.
23 ноября британская телеведущая Sky News Кей Берли отметила, что переговорщик по решению обмена заложников считает, что Израиль готов освободить 150 палестинских заключённых в обмен всего на 50 израильских заложников потому, что Израиль «не думает, что жизни палестинцев ценятся так высоко, как жизни израильтянин». Пресс-секретарь Министерства иностранных дел Илон Леви ответил, что: «Это невероятное обвинение. Если бы мы могли освободить одного заключённого за каждого похищенного, мы бы это сделали», и добавил, что «мы действуем в ужасных условиях». Илон Леви также напомнил, что похищенные из Израиля — невинные жертвы, если сравнить с освобождёнными террористами, с кровью на руках.

## Проведение обмена

### Организация встречи освобождённых заложников
Заложников должны были встречать четыре вертолёта, в каждом — специально подготовленная медицинская команда из авиационно-спасательного подразделения 669: командир группы, три бойца и два врача. Детям планировали выдать шумоподавляющие наушники, чтобы успокоить их на время полета.
Из сектора Газа заложники будут перевезены через КПП «Рафах» в Египет, а оттуда в Израиль, где израильские военнослужащие примут их на южной границе. На первом этапе женщины и дети будут доставлены на базу «Хацерим», где их примут женщины-офицеры и медики. Во время пребывания на базе «Хацерим» они смогут сделать свои первые телефонные звонки, связавшись с родственниками.
После первых бесед и медицинского осмотра освобождённые заложники — на микроавтобусах или вертолётах, в зависимости от их состояния и срочности эвакуации — будут переправлены в пять больниц, где для них приготовлены специальные отделения и где их будут ожидать родственники.

### Разработка специальных правил работы с освобождёнными
Специалисты министерства соцобеспечения Израиля совместно с психологами разработали инструкцию о том, как солдатам вести себя в разных ситуациях при общении с детьми, которые вернутся от террористов. В частности, в инструкции сказано, что нужно представиться ребёнку и узнать, как он/она себя чувствует, и помочь идти, если надо. Прикасаться без согласия ребёнка нельзя, отвечать на вопросы «А где моя мама? А когда я увижу папу?» — нельзя, а только сказать: «Малыш, милый, извини, я не знаю. Мое задание — доставить тебя в Израиль в безопасное место, где тебя будут ждать люди, которых ты знаешь. Они и ответят на все твои вопросы». И стараться максимально часто называть по имени. Были также разработаны правила питания, чтобы избежать синдрома возобновления питания после долгого недоедания. Малышам до годика можно дать бутылочку объёмом не более 120 мл с детским питанием; детям с года до трёх — воду, яблочное пюре без сахара, штучку печенья и чай с ложкой сахара; детям старше и взрослым — воду, горячий напиток ложкой сахара, три печенья и яблочное пюре без сахара. Расспрашивать детей не разрешено, а лечить их будут только врачи женского пола.
Для иностранных заложников, освобождённых из заточения у ХАМАС, разработана особая программа реабилитации. МИД Израиля назвал операцию «Дружеская рука» (ивр. מבצע יד אחות‎).
Обмен проходит в соотношении один заложник-израильтянин на троих палестинских заключённых, подданных Таиланда, Филиппин и России ХАМАС освобождает, не требуя взамен освобождения заключённых.

### Первый этап (49 дней неволи)
24 ноября стало известно, что террористы ХАМАСа отдадут 13 захваченных ими заложников, а за это Израиль выпустит 39 заключённых (24 женского пола и 15 мужского пола возрастом до 19 лет). Впоследствии в обмене будет сознавшаяся террористка Нафоз Хаммад из Шейх Джарра (в Иеурсалиме), пытавшаяся два года назад зарезать мать на глазах её шести детей. Спустя 15 минут после того как было начато перемирие, из Палестины снова возобновили обстрел территории Израиля, выпустив ракеты по Кисуфим и Эйн-ха-Шлоша.
Мусаб Хасан Юсеф, сын сооснователя ХАМАСа Юсефа Хасана, ставший критиком ХАМАСа, обращаясь к представительству Израиля в ООН, отметил: «Я не знаю, почему не очевидно… что они (ХАМАС) — кучка насильников, хуже животных», а в контексте обмена заложников на заключённых заявил, что: «Они хотят, чтобы массовые убийцы вернулись на улицы».
Список освобождённых гражданских заложников
1. Маргалит Мозес (78 лет)
2. Хана Кацир (76 лет)
3. Дорон Кац-Ашер (34 года)
4. Авив Ашер (4 года)
5. Раз Ашер (2 года)
6. Рути Мундер (78 лет)
7. Керен Мундер-Зихри (54 года)
8. Охад Зихри (9 лет)
9. Адина Моше (72 года; мужа террористы убили на её глазах[44])
10. Яфа Адар (85 лет)
11. Даниэль Алони (45 лет)
12. Эмилия Алони (6 лет)
13. Хана Пери (79 лет)

Также в рамках отдельного соглашения были передны Израилю иностранные заложники — 33-летний гражданин Филиппин Гельенор Джимми Пачеко и 10 граждан Таиланда:
- Нуттавари Мукан, 35 лет[51]
- Санти Бунфром
- Бонтом Пханхонг, 45 лет
- Монгхол Фаджуабун
- Витун Фуми
- Вичаи Калапат
- Банча Конгмани
- Буди Саенгбун
- Утаи Тунсри
- Утаи Сангнуан

Семья 34-летней Дорон Кац-Ашер с её двумя детьми — 2-летней Авив Ашер и 4-летней Раз — проживает в Ганот-Адаре. В день внезапного нападения на Израиль 7 октября все они гостили у бабушки Эфрат в кибуце Нир-Оз. Бабушка была убита террористами, дедушка, возможно, всё ещё в заложниках, а дядя, Равид Кац, на момент обмена считался похищенным (был объявлен погибшим спустя 4 дня, 28 ноября). 5-летняя Эмилия Алони с мамой Даниэль в день резни в Нир-Озе приехали туда из Явне к сестре Даниэль, Шарон Алони-Конио (которую также похитили вместе с двумя 3-летними дочками-близнецами, мужем и ещё тремя членами семьи — см. Четвёртый этап). 8-летний Охад Зихри и его мама Керен тоже приехали в Нир-Оз из Кфар-Сабы к бабушке и дедушке. Ребёнок был вынужден отметить своё 9-летие в неволе. Бабушка Рути тоже была освобождена, дедушка Авраам всё ещё у ХАМАСовцев, а дядя, Рои Мундер, был убит. Адина Моше, 72 лет, тоже была похищена из дома в Нир-Озе. Её муж Саид Давид Моше создал известную на весь Израиль сельскохозяйственную компанию «Дод Моше». Он был убит террористами. Маргалит Мозес, 77 лет, помогавшая вязанием шапок для младенцев в больнице «Тель-а-Шомер», тоже была похищена из Нир-Оза. Ханна Кацир, 77 лет, является основательницей Нир-Оза, а её муж Рами был убит в резне в Нир-Озе на её глазах в доме, где они вместе прожили 55 лет. Их сын или в заложниках, или был убит. 85-летняя Яффа Адар со своим внуком Тамиром Адаром была похищена из Нир-Оза, внук до сих пор в заложниках у террористов. Ханну Пери, 79 лет, похитили из кибуца Нирим, где она была с двумя своими сыновьями Рои и Надавом. Первого спустя некоторое время после 7 октября нашли убитым, а второй пока не найден.
Список отпущенных заключённых
1. Юсеф Мухаммад Мустафа Атта (Рамалла)
2. Куссай Хани Али Ахмад (Бейтлехем)
3. Джибриль Расан Исмаил Джибриль (Калькилия
4. Мухаммад Ахмад Сулейман Абу Раджаб (Хеврон)
5. Ахмад Нааман Ахмад Абу Наим (Рамалла)
6. Бараа Билал Махмуд Рабаи (Хеврон)
7. Абан Ияд Мухаммад Саид Хамад (Калькилия)
8. Мутаз Хатем Муса Абу Арам (Хеврон)
9. Ияд Абд аль-Кадир Мухаммад Хатиб (Иерусалим — Хизма)
10. Лат Халиль Отман Отман (Рамалла)
11. Мухаммад Махмуд Айюб Дар Да’желание (Рамалла)
12. Джамаль Халиль Джамаль Барахма (Иерихон)
13. Джамаль Юсуф Джамаль Абу Хамедан (Шхем)
14. Мухаммад Анис Салим Тураби (Шхем)
15. Абд аль-Рахман Абд аль-Харман Сулейман Ризик (Иерусалим)
16. Руан На’фз Мухаммад Абу Матар (Рамаллах)
17. Марах Джавдат Муса Бакир (Иерусалим)
18. Малк Мухаммад Юсуф Сулейман (Иерусалим)
19. Амани Халид Нааман Хашим (Иерусалим)
20. Нихаях Худар Хусайн Суван (Иерусалим)
21. Файруз Фаиз Махмуд Аль-Бо (Иерусалим)
22. Тахрир Аднан Мухаммад Абу Сария (Шхем)
23. Палестина Фарид Абд аль-Тавваб Наджм (Шхем)
24. Валаа Халид Фавзи Танха (Туль Карм)
25. Мариам Халид Абд аль-Маджид Арафа (Шхем)
26. Асиль Мунир Ибрагим ат-Тити (Шхем)
27. Иззар Таэр Бакр Исаф (Иерусалим)
28. Раед Наш’ат Салих аль-Фанех (Туль-Карм)
29. Фатима Нааман Али Бадр (Иерусалим)
30. Рау’да Муса Абд аль-Кадир Абу Аджаме (Вифлеем)
31. Саха Иман Абд аль-Азиз Абдаллах ас-Свейса (Шхем)
32. Фатима Исмаил Абд ар-Рахман Шахин (Вифлеем)
33. Самира Абд аль-Харбави (Иерусалим)
34. Самах Билал Абд ар-Рахман Зуф (Калькилия)
35. Фатима Бакр Муса Абу Шалал (Шхем)
36. Хана Салих Абдаллах аль-Баргути (Рамаллах)
37. Фатима Наср Мухаммад Амарнех (Дженин)
38. Зайна Раид Абдо (Иерусалим)
39. Нур Мухаммад Хафез ат-Тахер (Шхем)

### Второй этап (50 дней неволи)
Планировалось, что следующие 14 израильских заложников смогут вернуться из заточения у террористов ХАМАСа, а Израиль отпустит ещё 42 палестинских заключённых. В назначенное для передачи заложников время военное крыло ХАМАС объявило о приостановке сделки, обвинив Израиль в нарушении условий по трём пунктам:
1. Израиль нарушил договорённость о поставке топлива и о доставке гуманитарной помощи на север сектора.
2. Израиль в этот и предыдущий день нарушал договорённость о прекращении огня (ЦАХАЛ дважды открывал огонь, чтобы остановить палестинцев, пытавшихся вернуться в северную часть сектора).
3. Израиль не придерживается согласованных критериев освобождения заключённых палестинцев.

Власти Израиля опровергли обвинения со стороны ХАМАС. Представители сил безопасности заявили, что, если до полуночи передача заложников не будет продолжена, ЦАХАЛ возобновит боевые действиям в секторе Газы.
В итоге после интенсивных переговоров с участием Катара и Египта, обмен 13 мирных израильских жителей на 39 заключённых палестинцев состоялся лишь ночью, незадолго до полуночи. Колонна освобождённых заложников проехала через Египет в Керем-Шалом, где были сверены списки людей.
Список освобождённых гражданских заложников
1. Альма Ор, 13 лет, Беэри (отец остался у террористов, а мать убили[61])
2. Ноам Ор, 17 лет, Беэри (отец остался у террористов, а мать убили[61])
3. Хила Ротем-Шошани, 13 лет (её мать Рая возвращена только 29 ноября)
4. Эмили Корнберг-Хэнд, 8 лет, Беэри
5. Ади Шохам, 38 лет, из Маале-Цвия, похищена в Беэри
6. Наве Шохам, 8 лет, из Маале-Цвия, похищен в Беэри
7. Яэль Шохам, 3 года, из Маале-Цвия, похищена в Беэри
8. Ноам Авигдори, 12 лет, из Од а-Шарона, похищена в Беэри
9. Шарон Авигдори, 52 года, из Од а-Шарона, похищена в Беэри
10. Шошан Харан, 67 лет, Беэри (бабушка Наве и Яэль, мать Ади)
11. Нога Вайс, 18 лет, Беэри
12. Шири Вайс, 53 года, Беэри
13. Майя Регев, 21 год, из Герцлии, фестиваль около Реима (её брата Итая террористы отпустили только 29 ноября)

Майя Регев, раненная в ногу во время похищения, была сразу доставлена в больницу «Сорока», ей предстоят несколько хирургических операций. Впоследствии её прооперировали.

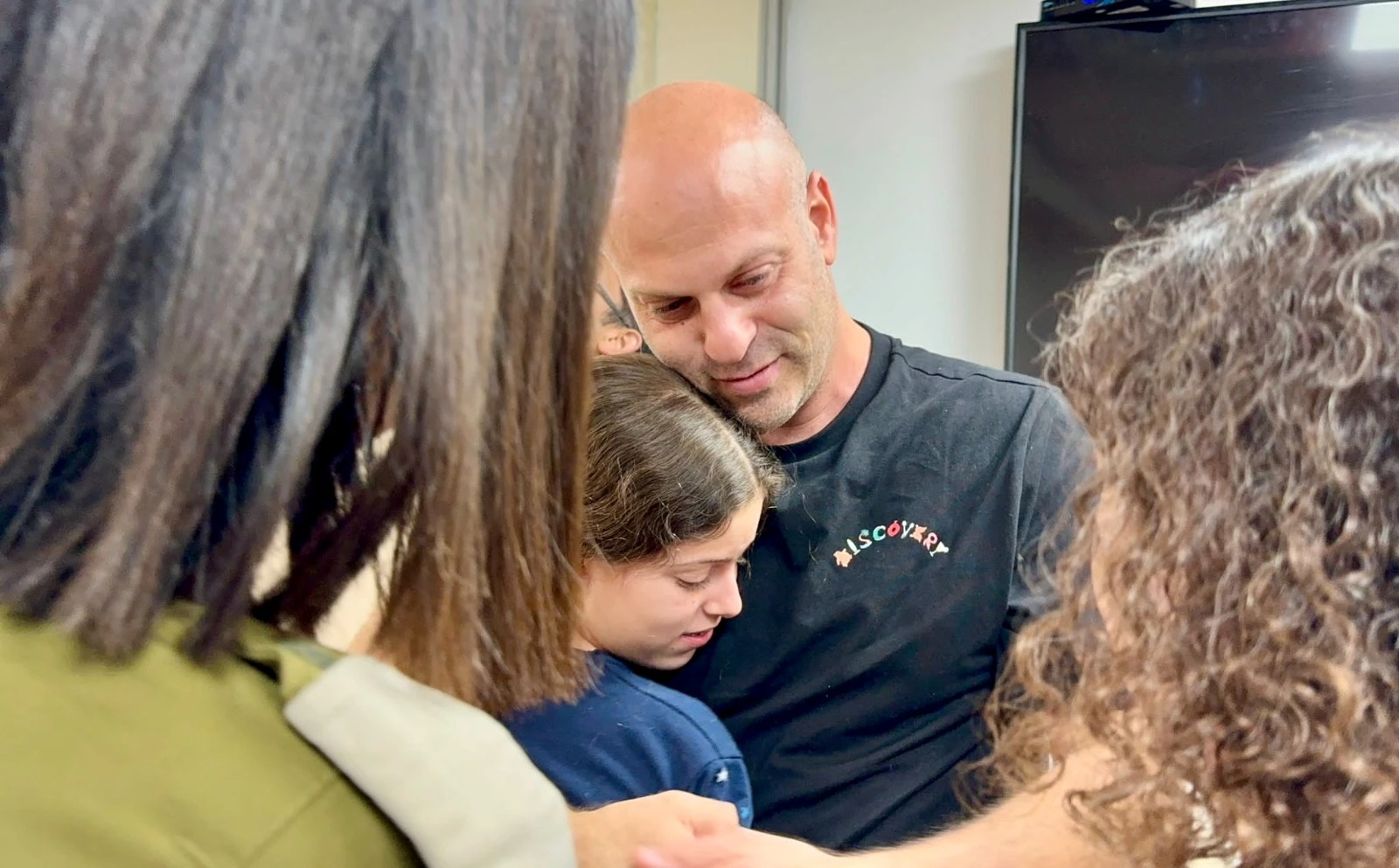
Хила Ротем со своим дядей после её освобождения

9-летняя Эмили Корнберг-Хэнд, дочь ирландца Тома Хэнда и израильтянки Лиат (умершей от рака, когда девочке было 2 года), 6 октября осталась ночевать у своей подруги Хилы Ротем и её матери Раи Ротем в кибуце Беэри. Долгое время считалась погибшей, но потом было установлено, что она похищена вместе с Хилой и Раей Ротем. После освобождения Эмили премьер-министр Ирландии Лео Варадкар написал на своей странице в X: «Невинный ребёнок, который был потерян, теперь найден и возвращён, и мы вздохнули с облегчением. Наши молитвы были услышаны». Это заявление в Израиле восприняли с негодованием: «Эмили Хэнд не была „потеряна“. Она была жестоко похищена отрядами убийц, которые убили её соседей… Эмили не была „найдена“. ХАМАС всё это время знал, где она была, и цинично удерживал её в заложниках. И ХАМАС не услышал ваши молитвы. Он отреагировал на военное давление со стороны Израиля», — заявил пресс-секретарь израильского МИДа Илон Леви. Министр иностранных дел Израиля Эли Коэн вызвал к себе посла Ирландии для выговора. Впоследствии Варадкар выступил с разъяснением относительно своего предыдущего заявления и признал, что девочку похитили, однако так и не сказал, кто именно её похитил.
В нарушение договорённости о том, что не будут разделять несовершеннолетних сестёр, братьев и их матерей, Хилу Ротем освободили одну, удержав её мать Раю в неволе. Представители ХАМАСа впоследствии пытались объяснить это тем, что они якобы не могут найти Раю Ротем, но это противоречит рассказу её дочери о том, что мать была рядом с ней всё время неволи и их разделили только за два дня до обмена (Раю Ротем в итоге вернули четыре дня спустя).
Также были освобождены четыре гражданина Таиланда: Наттапорн Онкаев, Комкрит Чомбуа, Ануча Ангкеу, Мани Джирачарт.

### Третий этап (51 день неволи)
26 ноября 2023 года 14 израильтян (среди них 9 детей) были обменяны на 39 палестинских заключённых, кроме того Израилю были переданы ещё три гражданина Таиланда. Один из 14 израильтян, Рон Кривой, помимо израильского имеет российское гражданство и был возвращён вне рамок сделки с ХАМАС. Террористы передали заложников «Красному Кресту» в центре Газы в окружении толпы палестинцев. «Красный Крест» доставил 13 освобождённых заложников на КПП «Карни» и передал ЦАХАЛ. Эльму Авраам пришлось сразу же на вертолёте отправить в больницу из-за проблем со здоровьем. Врачи оценивают её состояние здоровья как тяжёлое, с риском для жизни. По словам лечащего врача, профессора Моти Кляйна, «если бы прошёл ещё один день, мы бы, возможно, не вели этот разговор». Утром в понедельник состояние Эльмы ухудшилось, она находится без сознания, подключена к аппарату искусственного дыхания.
Список освобождённых гражданских заложников
1. Агам Гольдштейн-Альмог, 17 лет, Кфар-Аза
2. Галь Гольдштейн-Альмог, 11 лет, Кфар-Аза
3. Таль Гольдштейн-Альмог, 9 лет, Кфар-Аза
4. Хен Гольдштейн-Альмог, 48 лет, Кфар-Аза
5. Авигаиль Идан, 4 года, Кфар-Аза (свой четвёртый день рождения встретила в плену)
6. Авива Адриана Сигал, 62 года, Кфар-Аза
7. Агар Бродич, 40 лет, Кфар-Аза
8. Офри Бродич, 10 лет, Кфар-Аза
9. Урия Бродич, 4 года, Кфар-Аза
10. Юваль Бродич, 8 лет, Кфар-Аза
11. Эльма Авраам, 84 года, Нахаль-Оз
12. Дафна Эльяким, 14 лет, Нахаль-Оз
13. Эла Эльяким, 8 лет, Нахаль-Оз
14. Рон Кривой, 25 лет, Кармиэль

Также опубликованы имена трех освобождённых тайцев: Вичиан Темтонг, Сурин Кесунгноен и Порнсаван Пинакало.
Отца семейства Гольдштейн-Альмог Надава и его дочь Ям террористы убили 7 октября. Убили и отца семейства Эльяким Ноама, а также его супругу Диклу Арава-Эльяким и её сына Томера. 4-летняя Авигаиль Идан, которая встретила свой день рождения в неволе, — дочь погибшего фотокорреспондента издания Ynet Рои Идана, проживавшего в кибуце Кфар-Аза. Во время резни в Кфар-Азе Рои Идана и его жену Смадар застрелили, а девочку увезли в сектор Газа (у Авигаиль есть родственники в Израиле — 75-летний Кармель, отец Рои, и Амит, брат Рои). Мужья Авивы Сигаль и Эльмы Авраам всё ещё остаются в заложниках ХАМАС.
У осиротевшей Авигаиль Идан помимо израильского есть также гражданство США, чем обусловлен повышенный интерес к её участи со стороны американских политиков и мировых СМИ.

### Четвёртый этап (52 дня неволи)
27 ноября очередной этап сделки оказался под угрозой, поскольку ХАМАС в нарушение обязательств включил в список детей, но не включил их матерей. ХАМАС со своей стороны был недоволен тем, что Израиль выпускает из тюрем заключённых с наименьшими сроками. После активного вмешательства президента США был найден компромисс: террористы отпустят двух матерей вместо двух пожилых женщин. Все израильтяне, обменянные в рамках данного этапа, были похищены террористами во время резни в Нир-Озе.
Список освобождённых гражданских заложников
1. Эма Конио, 3 года
2. Юли Конио, 3 года
3. Шарон Конио-Алони, 34 года
4. Юваль Энгель-Барт, 11 лет
5. Мика Энгель-Барт, 18 лет
6. Карина Энгель-Барт, 53 года
7. Ягиль Яаков, 13 лет
8. Ор Яаков, 16 лет
9. Эрез Кальдерон, 12 лет
10. Саар Кальдерон, 16 лет
11. Эйтан Яаломи, 12 лет

Ронена Энгеля, отца Мики и Юваль, и Давида Конио, отца Эммы и Юли, а также его брата Ариэля, его подругу Арбель Йехуд и брата подруги Долева ХАМАС по-прежнему удерживает в неволе. Отец Эреза и Саар Кальдерон также всё ещё в заложниках, а их бабушка Кармела Дан и двоюродная сестра Ноя были убиты 7 октября. Мачеху Ора и Ягиля Яаков, Мейрав Таль, освободили 28 ноября, а их отец остаётся в заложниках, как и отец Эйтана Яаломи. Матери Эйтана и его двум сёстрам 7 октября чудом удалось соскочить с мотоцикла, на котором их пытались вывезти в Газу, и убежать.
После четырёх этапов обмена в секторе Газа остаются 165 израильских заложников (включая 11 детей, среди которых 10-месячный Кфир Бибас).

### Пятый этап (53 дня неволи)
28 ноября Израиль обменял 30 палестинских заключённых на 10 мирных израильских женщин и двух граждан Таиланда. Похищенных доставили в Израиль через КПП «Керем Шалом».
Список освобождённых гражданских заложников
1. Дица Хейман, 84 года, Нир-Оз
2. Офелия Ройтман, 77 лет
3. Клара Марман, 63 года, Нир-Ицхак
4. Мейрав Таль, 53 года, из Ришон-ле-Циона
5. Римон Бухштаб-Киршт, 36 лет, Нирим
6. Ада Саги, 75 лет
7. Тамар Мецгер, 78 лет, Нир-Оз
8. Норалин Бабадилла, 60 лет, похищена из Нирим
9. Гавриэла Леймберг, 59 лет, из Иерусалима, похищена в Нир-Ицхаке
10. Майя Леймберг, 17 лет, из Иерусалима, похищена в Нир-Ицхаке

Также были освобождены граждане Таиланда Патаянот Тунсакари и Ават Сурияси.
84-летняя Дица Хейман — одна из основательниц кибуца Нир-Оз. Её вместе с Тамар Мецгер, Офелией Ротман, Адой Саги и Мейрав Таль с мужем Яиром Яаковом и двумя его детьми террористы похитили во время резни в Нир-Озе. Норалин Бабадилла (имеющая второе филиппинское гражданство) в списках заложников не числилась. 7 октября они с мужем приехали в гости в кибуц Нирим. Террористы увезли женщину в сектор Газа, а её мужа убили.

### Шестой этап (54 дня неволи)
ХАМАС заявил, что израильской заложницы Шири Бибас и двоих её детей, 10-месячного Кфира и 4-летнего Ариэля, нет в живых. Террористическая организация не приводит никаких доказательств этого. Израиль проверяет эти сведения.
Высокопоставленный представитель ХАМАС Муса Абу-Марзук сообщил, что две израильтянки с российским гражданством будут освобождены «вне сделки, сугубо из признательности российскому президенту Путину». Вечером «Красный крест» доставил 73-летнюю Ирину Татти и её 50-летнюю дочь Елену Труфанову на территорию Израиля и передал ЦАХАЛу. 27-летнего сына Елены Труфановой Александра и его девушку Сапир Коэн ХАМАС по-прежнему удерживает в неволе.
Вопреки договорённостям представители Международного комитета Красного Креста (МККК) до сих пор не встретились с заложниками, удерживаемыми ХАМАСом в секторе Газа.
17 граждан Таиланда, захваченных в заложники 7 октября террористами ХАМАСа на юге Израиля и освобождённых во время прекращения огня, выписаны из больницы «Асаф ха-Рофе» в Беэр-Яакове и готовятся к отбытию на родину. В больнице продолжают проходить лечение двое их сограждан.
Список освобождённых гражданских заложников
1. Рая Ротем, 54 года из Беэри
2. Раз Бен Ами, 57 лет из Беэри
3. Ярден Роман, 36 лет из Беэри
4. Лиат Ацили, 49 лет из Нир-Оз
5. Моран Янай, 40 лет из Беэр-Шевы
6. Лиам Ор, 18 лет из Беэри
7. Итай Регев, 18 лет из Герцлии
8. Офир Энгель, 7 лет из Рамат-Рахель
9. Амит Шани, 16 лет из Беэри
10. Гали Таращански, 13 лет из Беэри
11. Ирина Татти, 73 года из Нир-Оз (сверх списка)
12. Елена Труфанова, 50 лет из Нир-Оз (сверх списка)

Также сверх списка были освобождены четверо граждан Таиланда: Фаибун Ратнин, Конг Саелао, Джаккафан Сикхена и Чалермчай Сангкеу.
57-летнюю Раз похитили вместе с мужем Охадом из дома. У неё опухоль головного мозга, из-за которой женщина испытывает очень сильные боли, она нуждается в операции и постоянном приёме лекарств. До похищения Раз почти не могла ходить и передвигалась по кибуцу на электроскутере для инвалидов. 13-летняя Гали Таращански была похищена в кибуце Беэри, а её 16-летнего брата Лиора хамасовцы убили. 18-летний Лиам Ор был похищен вместе со своим дядей Дрором (остался в неволе) и двумя его детьми, Альмой и Ноамом (освобождены 25 ноября), их мать и супруга Дрора, Йонат Ор, была убита террористами ХАМАСа.
В этот же день стало известно, что найдено тело мужа Лиат Ацили, 49-летнего Авива из кибуца Нир-Оз.
Режим прекращения огня продлён на ещё один день. За 20 минут до истечения срока действия договорённости ХАМАС представил список заложников, которые будут освобождены, отвечающий требованиям Израиля (возвращенные должны быть живы, и в списке должны быть дети и их матери). ХАМАС со своей стороны настоял на том, что отпустит восемь заложников, а не десять, поскольку вчера, как «дань уважения президенту РФ Владимиру Путину», сверх списка были отпущены две гражданки России (Ирина Татти и Елена Труфанова).

### Седьмой этап (55 дней неволи)
Планируется освобождение 8 заложников. ХАМАС вместо 10 человек решил отпустить только 8 женщин и детей, поскольку освобождение Ирины Татти и её дочери Елены Труфановой более не считается жестом признательности Путину и взамен террористы хотят получить по три преступника-палестинца.
Вечером террористы передали Израилю через «Красный крест» двух заложниц, Мию Шем (21 год) и Амит Сусану (40 лет). Ближе к полуночи «Красному кресту» были переданы оставшиеся шесть заложников (4 женщины и юноша с девушкой, брат и сестра). ХАМАС также опубликовал пропагандистское видео с участием Ярдена Бибаса, отца 10-месячного Кфира и его 4-летнего брата Ариэля. Видео подтверждает, что Ярден всё ещё жив.
Список освобождённых гражданских заложников
1. Амит Сусана, 40 лет[98]
2. Мия Шем, 21 год[99]
3. Сапир Коэн, 29 лет
4. Нили Маргалит, 41 год
5. Илана Гричевски, 30 лет
6. Шани Горен, 29 лет
7. Биляль Аль-Зиадна, 19 лет (бедуин)
8. Аиша Аль-Зиадна, 17 лет (бедуинка)

У Мии повреждена рука, о чём было видно на записи ХАМАСа и она будет лечиться в больнице «Шиба» (в Тель ха-Шомер). У Мии есть и французское гражданство, и президент Франции Эмманюэль Макрон отметил: «Я и народ Франции разделяем огромную радость семьи».

## Состояние здоровья освобождённых
6 декабря кибуц Нир-Оз сообщил, что 76-летняя Хана Кацир госпитализирована в тяжёлом состоянии.
6 декабря пресс-секретарь больницы «Сорока» сообщил, что состояние 84-летней Альмы Авраам продолжает улучшаться. Она была доставлена в больницу в очень тяжёлом состоянии, и её жизнь была в опасности. На этой неделе Альму перевели из общей реанимации в гериатрическое отделение больницы.
7 декабря трёхлетние сёстры-близнецы Эмма и Юлия Конио выписаны из детской больницы «Шнайдер» в Петах-Тикве.

## Сведения об остающихся в плену заложниках
18 декабря ХАМАС опубликовал видео с обращением трех заложников: 79-летнего Хаима Пери, 80-летнего Йорама Мецгера, 85-летнего Амирама Купера (его супруга Нурит была освобождена 23 октября).
19 декабря боевое крыло «Исламского джихада» опубликовало видеозапись с участием 79-летнего Гади Мозеса и 47-летнего Элада Кацира, похищенных 7 октября из кибуца Нир-Оз.
4 января были опубликованы сведения о том, что трое израильтян, ранее считавшихся пропавшими без вести, удерживаются в плену в Газе. Речь идёт о 42-летнем Ханане Яблонке и фотографе Идане Штиви с фестиваля в Реиме и об Илане Вайсе из кибуца Беэри. Ранее кибуц ошибочно объявил о гибели Вайса.

## Гибель заложников
1 декабря ЦАХАЛ подтвердил гибель заложников:
1. Ронен Энгель (54 года) из кибуца Нир-Оз
2. Мия Горен (56 лет) из кибуца Нир-Оз
3. Арье Залманович (85 лет) из кибуца Нир-Оз — самый пожилой из удерживаемых заложников
4. Гай Илуз (26 лет) из Раананы
5. Элиягу (Черчилль) Маргалит (76 лет) из кибуца Нир-Оз
6. Офра Кедар (70 лет) из кибуца Беэри

Также 1 декабря было извлечено из Газы и доставлено в Израиль тело Офира Царфати, ранее считавшегося похищенным террористами. Со слов военных источников, террористы, по-видимому, застрелили Офира перед бегством из района больницы «Шифа» — так же, как заложниц Ноа Марциано и Йехудит Вайс.
4 декабря было официально объявлено о гибели 21-летнего Йонатана Самерано.
8 декабря боевики из бригад «Изз ад-Дин аль-Кассам» заявили, что израильский военнослужащий Сахар Барух, захваченный в плен террористами при нападении на Израиль, погиб в секторе Газа при неудачной попытке его освобождения. ЦАХАЛ подтвердил факт неудачной операции и ранения военнослужащих, но не гибель заложника.
9 декабря кибуц Беэри объявил о гибели 25-летнего Саара Баруха, основываясь на видео, опубликованном ХАМАС накануне. 3 января ЦАХАЛ официально сообщил о гибели Саара Баруха во время операции по его освобождению, однако вопрос о том, от чьего огня погиб заложник, остаётся невыясненным. Тело Баруха вернуть в Израиль не удалось.
ЦАХАЛ сообщил, что в ходе операции, во время которой погиб сын министра Гади Айзенкота майор Галь Меир Айзенкот, на территории сектора Газа были найдены тела двух израильтян, которых считали заложниками. Эден Зхарья (27 лет) была похищена с вечеринки в Реиме, а старшина Зив Дадо из 51-го батальона бригады «Голани» (36 лет) был убит и похищен на одной из приграничных баз. Тела погибших были обнаружены в туннеле рядом с домом командира бригады «Северная Газа» Ахмада аль-Андура. В этом же туннеле был ликвидирован и сам террорист.
Семье 41-летнего Таля Хаими, которого считали похищенным во время нападения террористов ХАМАСа на кибуц Нир-Ицхак, 13 декабря сообщили, что он был убит 7 октября.
13 декабря кибуц Нир-Оз сообщил, что 21-летний студент-агроном Джошуа Лойту Моллель из Танзании, которого считали пропавшим без вести, был похищен террористами и убит в секторе Газа. Его тело удерживается ХАМАС.
15 декабря ЦАХАЛ объявил, что бойцы 551-й бригады и 504-го спецподраздения армейской разведки в составе 162-й дивизии обнаружили в Газе тело 28-летнего Элиягу Толедано, похищенного 7 октября с фестиваля в Реиме и насильно доставленного в Газу, а также тела двух военнослужащих, считавшихся похищенными 7 октября: сержанта Рона Шермана (19 лет, бойца подразделении связи на КПП «Эрез») и капрала Ника Бейзера (19 лет, водителя на КПП «Эрез»). Оба военнослужащих были захвачены в плен живыми, они есть на видео, сделанном боевиками ХАМАС 7 октября.
15 декабря ЦАХАЛ заявил, что во время боевых действий в Шуджайе израильские военнослужащие из 17-го батальона («Львы Голан») бригады «Бислах» застрелили троих заложников, ошибочно приняв их за боевиков. Погибли Йотам Хаим (28 лет, из Кфар-Азы), Самер Фуад Аль-Талалка (25 лет, из Хуры, похищен из кибуца Нир-Ам) и Алон Лулу-Шамриз (26 лет, из Кфар-Азы).
16 декабря было объявлено, что Инбар Хейман (27 лет, из Хайфы), похищенная с фестиваля Реим, была убита террористами ХАМАСа в секторе Газа.
22 декабря власти кибуца Нир-Оз получили информацию о том, что в секторе Газа погиб 73-летний Гади (Гад) Хагай, похищенный террористами 7 октября.
28 декабря кибуц Нир-Оз объявил о гибели супруги Гади Хагая, 70-летней Джуди Вайнштейн-Хагай.
5 января кибуц Нир-Оз объявил о гибели 38-летнего Тамира Адара. Его тело удерживает ХАМАС в Газе.

## Конец режима прекращения огня
30 ноября Израиль и ХАМАС объявили о продлении перемирия в секторе Газа как минимум на ещё один день. Однако в течение дня список освобождаемых заложников не был согласован, поскольку ХАМАС предлагал отдать лишь 7 живых заложников и 3 тела убитых. Израиль настаивал на возвращении 10 живых.
В тот же день ХАМАС опять совершил теракт против гражданских жителей Израиля.
1 декабря за 10 минут до окончания режима прекращения огня, в 6:50 утра, ХАМАС обстрелял израильский поселок Холит. В ответ ЦАХАЛ возобновил артиллерийские и авиационные удары по целям на юге и севере сектора Газа. Прекращение огня официально закончено. Премьер-министр Израиля Биньямин Нетаньяху выступил с заявлением: 

Террористическая организация ХАМАС-ИГ нарушила соглашение, не выполнила свои обязательства по освобождению всех похищенных женщин и запустила ракеты по гражданам Израиля. Возвращаясь к боевым действиям, мы подчеркиваем: правительство Израиля привержено достижению целей войны — освободить заложников, ликвидировать ХАМАС и гарантировать, что сектор Газы никогда больше не будет представлять угрозу для жителей Израиля.
2 декабря Биньямин Нетаниягу распорядился вернуть делегацию из Дохи, так как переговоры зашли в тупик из-за невыполнения ХАМАСом соглашений, которые предусматривали освобождение всех детей и женщин из утверждённого ХАМАСОм списка. Глава «Моссада» поблагодарил главу ЦРУ, а также министра разведки Египта и премьер-министра Катара за большую помощь в освобождении 84 детей и женщин и 24 иностранных граждан из сектора Газа.

## Итоги операции по возвращению заложников
С 24 ноября из Газы были возвращено 105 заложников, среди которых 81 гражданин Израиля. Израиль был готов продолжать режим прекращения огня в обмен на освобождение остальных заложников, но уже становилось понятно, что сделать это будет крайне сложно или даже невозможно.
Согласно сообщению Национального центра разъяснительной работы от 5 декабря, в заложниках у ХАМАС остаются 138 человек, в том числе 118 мужчин и 20 женщин. 127 заложников — израильские граждане, 11 — иностранцы. В числе заложников 2 ребёнка и 10 человек в возрасте старше 75 лет.